# Dwa Plus Jeden
Dwa Plus Jeden (с пол. — «Два Плюс Один») — польская группа, образованная в 1971 году.

## История
Группа была основана в январе 1971 года в Варшаве гитаристом Янушем Круком и флейтисткой Эльжбетой Дмох. В состав позже вошёл третий участник, Анджей Рыбински. Название группы сначала было «Smak miodu» (с пол. — «Вкус мёда»), но позже изменено на «Dwa plus Jeden». В 1971 году они получили приз на фестивале польской песни и начали гастролировать. В 1979 году выпустили сингл «Easy Come, Easy Go», который стал коммерчески успешным, альбом получил широкую известность. В 1992 группа распалась, но по сей день остаётся популярной.

## Дискография
- 1972: Nowy wspaniały świat
- 1975: Wyspa dzieci
- 1977: Aktor
- 1978: Teatr na drodze
- 1979: Irlandzki tancerz
- 1980: Easy Come, Easy Go
- 1981: Warsaw Nights
- 1983: Bez limitu
- 1985: Video
- 1986: Greatest Hits Live
- 1989: Antidotum
- 1991: 18 Greatest Hits

## Известные песни
- 1972: «Czerwone słoneczko»
- 1972: «Chodź, pomaluj mój świat»
- 1973: «Wstawaj, szkoda dnia»
- 1973: «Hej, dogonię lato»
- 1973: «Gwiazda dnia»
- 1974: «Kołysanka matki»
- 1974: «Na luzie»
- 1978: «Windą do nieba»
- 1978: "Ding-dong